# Mike Johnston (hockey sur glace)
Pour les articles homonymes, voir Mike Johnston.
Mike Johnston (né le 19 février 1957 à Dartmouth en Nouvelle-Écosse au Canada) est un entraîneur de hockey sur glace canadien. Entraîneur-adjoint, depuis le début des années 1980, il occupe le poste d'entraîneur en chef des Winterhawks de Portland de la Ligue de hockey de l'Ouest entre 2008 et 2014, et depuis 2016. En juin 2014, il devient entraîneur des Penguins de Pittsburgh de la Ligue nationale de hockey et occupe ce poste jusqu'en décembre 2015.

## Biographie
Johnston joue au hockey sur glace dans sa jeunesse pour l'université de Brandon puis pour l'Université Acadia. Il commence sa carrière d'entraîneur de hockey en s'occupant de l'université Augustana University College dans l'Alberta puis de l'Université de Calgary. En 1989, il devient entraîneur de l'Université du Nouveau-Brunswick, poste qu'il occupe pendant cinq saisons.
En 1994, Johnston quitte le Nouveau-Brunswick pour devenir le directeur général ainsi que l'entraîneur adjoint de l'équipe junior du Canada pour deux saisons. Il devient entraîneur adjoint pour les Canucks de Vancouver dans la Ligue nationale de hockey, poste qu'il garde entre 1999 et 2006. En 2006, il occupe le même poste pour les Kings de Los Angeles pour deux saisons de plus.
En 2008, il change une nouvelle fois d'organisation pour prendre les postes de directeur général et entraîneur des Winterhawks de Portland de la Ligue de hockey de l'Ouest. Il reste avec les Winterhawks pendant cinq saisons, ramenant au sein de son équipe quatre titres de champion d'association ainsi que la Coupe Ed Chynoweth de champion des séries. En effet, l'équipe de Portland termine première de la saison régulière en 2012-2013. Par la suite, l'équipe passe tous les tours et remporte la finale sur les Oil Kings d'Edmonton en six matchs. Tout au long de ses années, il est régulièrement présent au sein de l'équipe du Canada pour des compétitions internationales.
En juin 2014, les Penguins de Pittsburgh changent de directeur général et d'entraîneur avec les renvois de Ray Shero et Dan Bylsma. Jim Rutherford est nommé à la place de Shero et à la fin du mois, Johnston devient le nouvel entraîneur de l'équipe avec Rick Tocchet comme assistant.
Le 12 décembre 2015, il est congédié par les Penguins après 28 parties depuis le début de la saison 2015-2016 et est remplacé par Mike Sullivan. Le 11 mai 2016, il reprend ses fonctions de directeur général et d'entraîneur-chef avec les Winterhawks.

## Vie extra-sportive
La femme de Mike Johnston se nomme Myrna et ensembles, ils ont deux enfants : Adam et Gabrielle. Il possède un mastère dans le coaching ; il est également le co-auteur de deux livres avec l'ancien joueur de hockey de la LNH, Ryan Walter. Il est l'oncle du joueur de hockey professionnel, Ryan Johnston.

## Livres écrits
- (en) Mike Johnston et Ryan Walter, Simply the Best – Insights and Strategies from Great Hockey Coaches, Heritage House Publishing Co Ltd, 2008, 288 p. (ISBN 978-1-894974-37-0, lire en ligne)
- (en) Mike Johnston et Ryan Walter, Hockey Plays and Strategies, Human Kinetics Publishers, 2009, 232 p. (ISBN 978-0-7360-7634-0)